# 小野塚組
株式会社小野塚組 (おのづかぐみ、英: Onozuka Construction Inc.)は新潟県南魚沼市にある日本の建設会社、設計事務所、土木・企画、重機、会社。
グループ企業に小野塚企画（おのづかきかく、英: Onozuka Plan Inc.）、旅館飯士（りょかんいいじ）などがある。
また、その総称を小野塚グループと言う。
また旧魚沼郡において最大手の建設企業である。
企業理念は創・技・心　一隅を照らす。